# Rakouská Jižní dráha

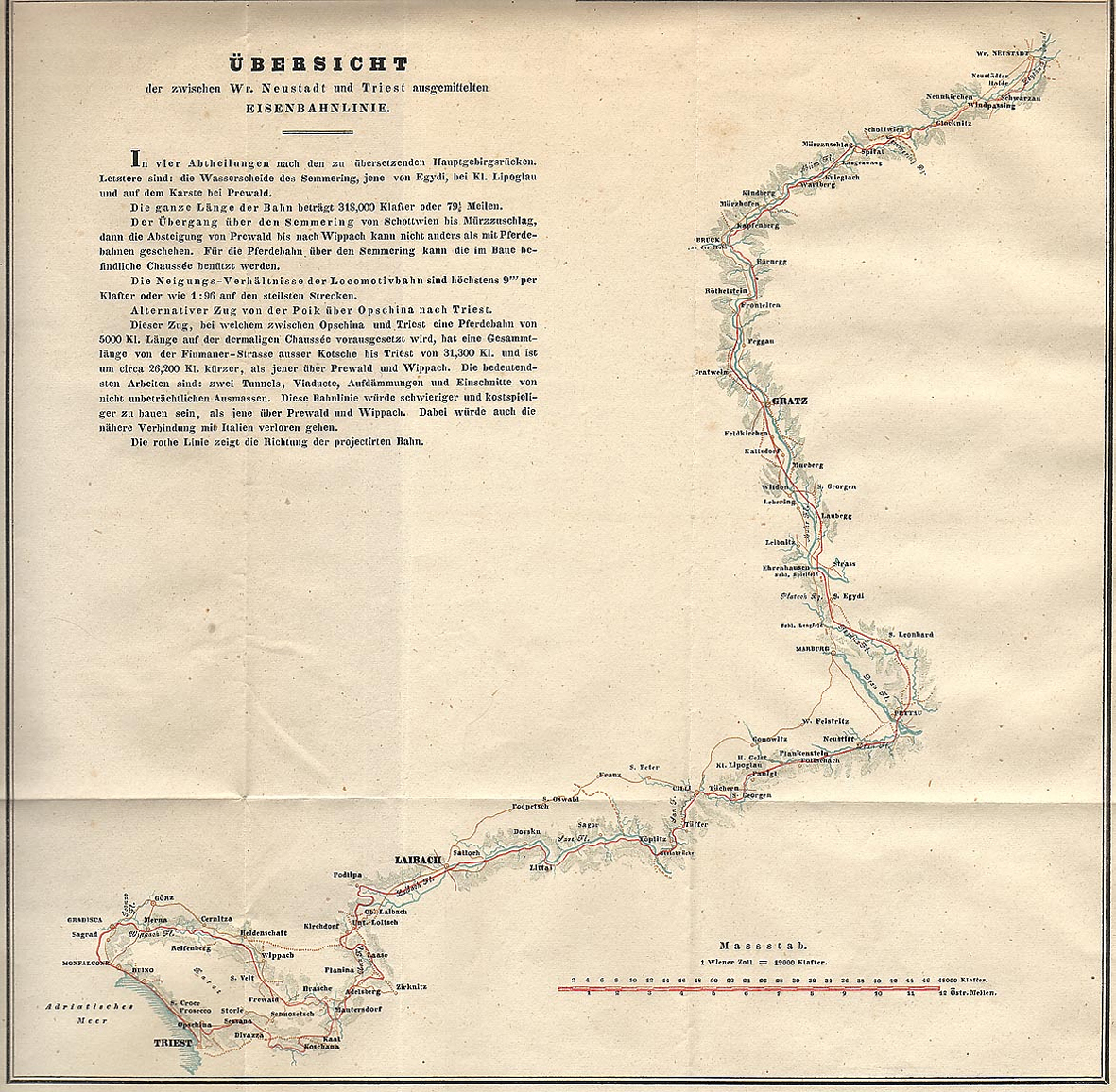
Trasa Jižní dráhy v přehledném plánu z roku 1841

Rakouská jižní dráha, německy (Österreichische) Südbahn je 577,2 km dlouhá, dnes převážně dvoukolejná elektrifikovaná železniční trať. Vznikala v letech 1839–57 jako strategická spojnice hlavního města Vídně s Terstem, hlavním námořním přístavem bývalého Rakouska-Uherska, a do roku 1866 i s rakouským Benátskem. Její součástí je i Semmeringská dráha, považovaná za první horskou železnici na evropském kontinentu. Nyní je rozdělena na rakouský úsek z Vídně přes Štýrský Hradec na  slovinské hranice u Spielfeldu, a na dráhu Spielfeld-Straß – Terst ve Slovinsku a Itálii.
Trať postavila s významnou pomocí státu mocná společnost Jižní dráhy (něm. K. u. k. priv. österr. Südbahngesellschaft - SB, zpočátku uváděná též jako Erzherzog Johann-Bahn). Ještě jako Vídeňsko-raabská dráha, resp. Vídeňsko-raabská železniční společnost (Wien-Raaber Eisenbahn-Gesellschaft, WRE) postavila v letech 1839–1841 první úsek trati mezi Wiener Neustadt a Vídní, po přejmenování jako Gloggnická dráha (něm. Wien-Gloggnitzer Eisenbahn-Gesellschaft) trať roku 1842 prodloužila až do Gloggnitz. Trať převzal roku 1851 rakouský stát a jako společnost Státní jižní dráhy (k.k. Südliche Staatsbahn) pokračoval ve stavbě až do tehdy rakouského Terstu (1857), včetně nejnáročnějšího úseku přes Alpy (Semmeringská dráha, Semmeringbahn Gloggnitz–Mürzzuschlag, otevřen 1854). Roku 1858 byla celá dokončená trať Wien – Wr.Neustadt – Semmering – Bruck an der Mur – Graz – Trieste prodána zpět soukromé Jižní dráze; zestátněna rakouským státem byla až roku 1923.

### Související stránky
- Wien Südbahnhof
- Horská dráha Semmering
- Semmerinský úpatní tunel